# 濟南新舊動能轉換起步區
济南新旧动能转换起步区主要位于济南市黄河北岸的天桥区和济阳区内，部分位于黄河南岸的历城区境内，面积1030平方千米，人口约120万人。2021年，国务院批复同意《济南新旧动能转换起步区建设实施方案》，济南新旧动能转换先行区转为济南新旧动能转换起步区，它是中国继雄安新区起步区之后的第二个起步区，拥有市级经济社会管理权限和部分省级经济社会管理权限。

## 历史沿革
2018年1月，国务院原则同意《山东新旧动能转换综合试验区建设总体方案》，支持济南市打造新旧动能转换先行区。
2021年3月，第十三屆全國人民代表大會第四次會議通过2021国民经济和社会发展计划，计划建设济南新旧动能转换起步区。
2021年4月，国务院原则同意《济南新旧动能转换起步区建设实施方案》。
2021年5月，国家发展改革委员会下放予市级经济社会管理权限和部分省级经济社会管理权限，并同意适时改变行政区划。
2021年8月，济南新旧动能转换起步区管理委员会挂牌开始运作。

## 行政区划
该区跨天桥区、历城区、济阳区、章丘区4个市辖区，辖太平街道、孙耿街道、桑梓店街道、大桥街道、崔寨街道、遥墙街道、临港街道、高官寨街道、唐王街道中西部和泺口街道北部。面积1030平方千米。